# Malaussanne
Malaussanne är en kommun i departementet Pyrénées-Atlantiques i regionen Nouvelle-Aquitaine i sydvästra Frankrike. Kommunen ligger i kantonen Arzacq-Arraziguet som tillhör arrondissementet Pau. År 2022 hade Malaussanne 444 invånare.

## Befolkningsutveckling
Antalet invånare i kommunen Malaussanne
| Referens: INSEE |